# Ehemalige Klärteiche bei Hattrop
Koordinaten: 51° 35′ 21″ N, 8° 2′ 58″ O

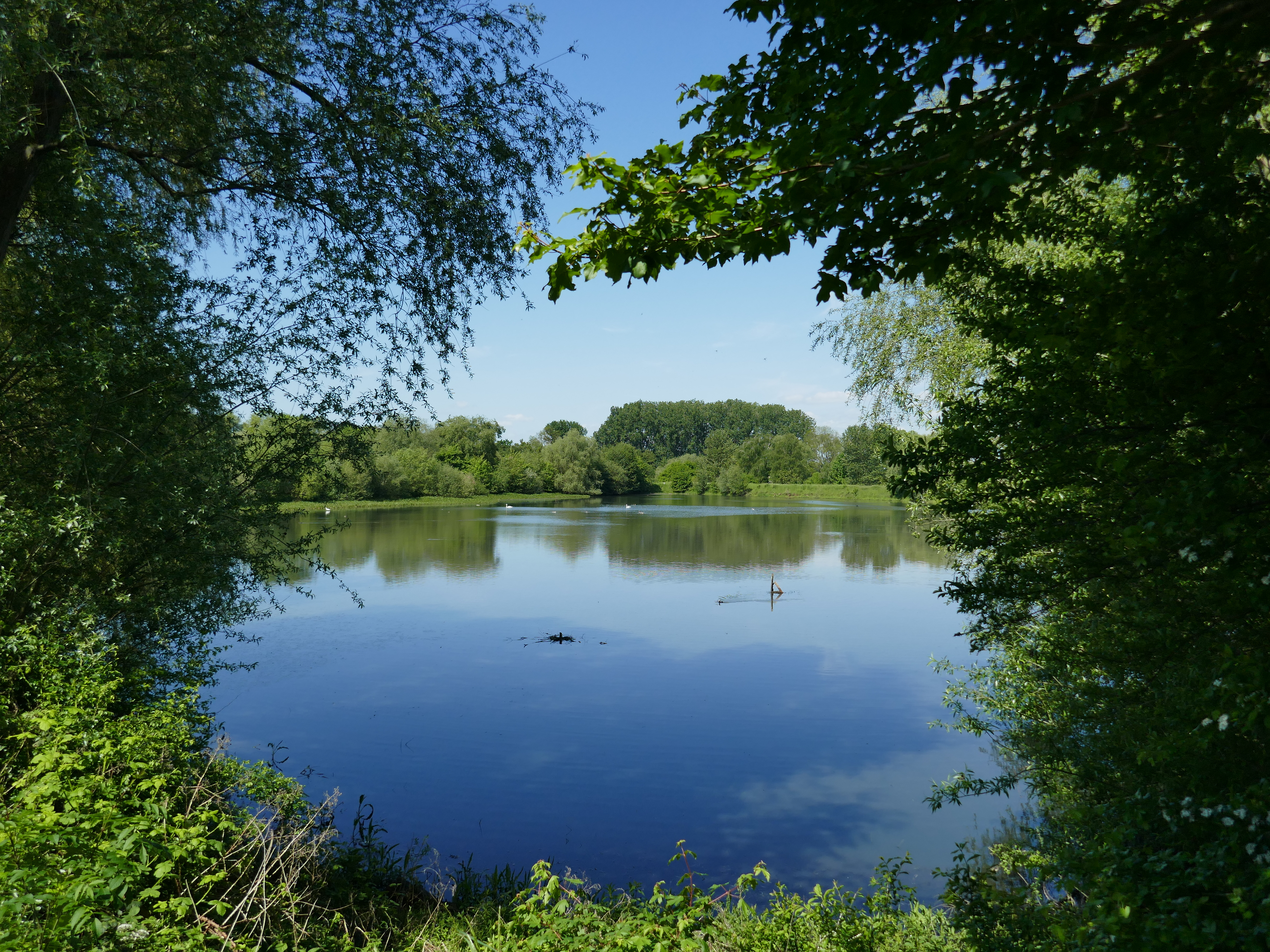
Ehemaliger Klärteich

Das Naturschutzgebiet Ehemalige Klärteiche bei Hattrop liegt auf dem Gebiet der Kreisstadt Soest und der Gemeinde Welver im Kreis Soest in Nordrhein-Westfalen. Das Gebiet, durch das der Soestbach fließt, erstreckt sich direkt nordwestlich von Hattrop, einem Ortsteil der Stadt Soest. Nordöstlich verläuft die Landesstraße 670 und südlich die L 747.

## Bedeutung
Für Soest und für Welver ist seit 2001 ein 36,73 ha großes Gebiet unter der Schlüsselnummer SO-075 als Naturschutzgebiet ausgewiesen.